# Alchemilla glabricaulis
Alchemilla glabricaulis là loài thực vật có hoa trong họ Hoa hồng. Loài này được Lindb. fil. mô tả khoa học đầu tiên.